# Goschehobel (Band)
Goschehobel ist eine alemannische Folk-Rock-Musikgruppe aus dem Kinzigtal. Sie ist benannt nach dem alemannischen Wort für Mundharmonika.

## Bandgeschichte
Das erste Konzert von Goschehobel fand im März 1983 noch ohne Bandnamen in Waldkirch statt. Im selben Jahr traten die ehemaligen Kindergartenfreunde, der gelernte Sozialarbeiter, Spielpädagoge und Musiktherapeut Eberhard Jäckle (Gesang, Gitarre) und Urban Huber-Wölfle (Gesang, Goschehobel, Gitarre) vor 500 Gästen im Spiegelzelt beim Freiburger Zelt-Musik-Festival auf. Goschehobel tritt auch als Trio mit Oliver Fabro (Gitarre, Mandoline, Bass, Percussion) oder als Quintett, dann zusätzlich mit Jonathan Freitag (Schlagzeug) und Andres Bucholz (E-Bass, Kontrabass) auf.
Oliver Fabro ist zudem der Produzent der CDs der Band und veröffentlicht sie unter seinem Label mit Sitz in Bad Säckingen.

## Musikstil
Der Musikstil orientierte sich ursprünglich an Vorbildern wie Bob Dylan, Neil Young oder deutschsprachigen Liedermachern. Inzwischen findet man in ihrer Musik Einflüsse von Blues, Rock, Latino und Reggae. Die Texte sind meist in alemannischem Dialekt und mal ernst mal humorvoll, poetisch, nachdenklich, ironisch und witzig. Der Gesang ist zweistimmig, je nach Besetzung kommen einzelne Instrumente hinzu.

## Diskografie
- 1988: Novemberbilder, MC[1]
- 1996: Nix wie furt (Fabro Records)
- 1998: Eigini Spure (Fabro Records)
- 2001: Igschdöpseld. (Fabro Records)
- 2004: Zwischezit. (Fabro Records)
- 2007: Lichteri Däg (Fabro Records)
- 2008: In de Dose (Fabro Records)
- 2012: Vagabunde (Fabro Records)[8]
- 2017: Kunderbunt (Fabro Records)
- 2022: Zämme (Fabro Records)